# Prémio Sakharov

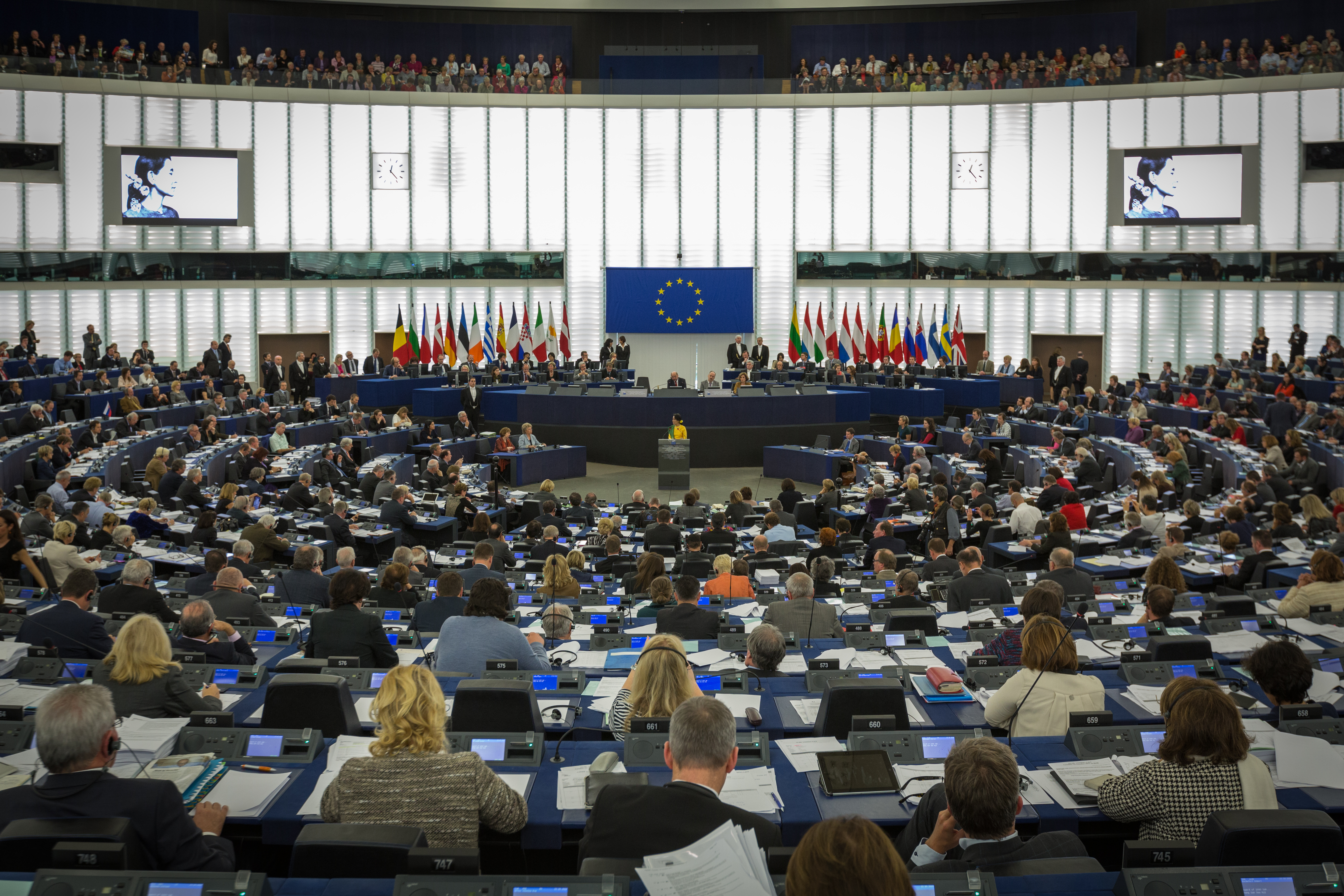
A cerimônia de premiação em 2013, com a militante política birmanesa Aung San Suu Kyi ao púlpito.

O Prémio Sakharov para a Liberdade de Pensamento, baptizado assim em honra do dissidente e cientista soviético Andrei Sakharov, foi estabelecido em dezembro de 1985 pelo Parlamento Europeu, como meio para homenagear pessoas ou organizações que dedicaram as suas vidas ou acções à defesa dos direitos humanos e à liberdade.
A premiação é concedida anualmente e entregue em 10 de dezembro, o dia em que se assinou a Declaração Universal dos Direitos Humanos das Nações Unidas. Os candidatos são nomeados pelos eurodeputados e os grupos políticos do Parlamento Europeu. Da lista de candidatos, a comissão de Assuntos Externos selecciona três "finalistas". Os presidentes dos grupos políticos (a Conferência de Presidentes) posteriormente seleccionam um ou mais galardoados.
O prémio é formalmente entregue pelo presidente do Parlamento Europeu durante a sessão plenária de dezembro. O condecorado recebe um certificado e um cheque de 50 000 euros.

## Galardoados
As seguintes pessoas e organizações foram condecoradas:
- 1988 - Nelson Mandela ( África do Sul) e Anatoly Marchenko ( Ucrânia, a título póstumo)
- 1989 - Alexander Dubček ( Checoslováquia)
- 1990 - Aung San Suu Kyi ( Myanmar)
- 1991 - Adem Demaci ( Iugoslávia)
- 1992 - Mães da Plaza de Mayo ( Argentina)
- 1993 - Oslobođenje ( Bósnia e Herzegovina)
- 1994 - Taslima Nasrin ( Bangladesh)
- 1995 - Leyla Zana ( Turquia)
- 1996 - Wei Jingsheng ( China)
- 1997 - Salima Ghezali ( Argélia)
- 1998 - Ibrahim Rugova ( Iugoslávia)
- 1999 - Xanana Gusmão ( Timor-Leste)
- 2000 - ¡Basta Ya! ( Espanha)
- 2001 - Nurit Peled-Elhanan ( Israel), Izzat Ghazzawi ( Palestina), Dom Zacarias Kamwenho ( Angola)
- 2002 - Oswaldo Payá Sardiñas ( Cuba)
- 2003 - Organização das Nações Unidas
- 2004 - Associação Bielorrussa de Jornalistas
- 2005 - Damas de Branco ( Cuba), Repórteres Sem Fronteiras e Huawa Ibrahim ( Nigéria)
- 2006 - Alexander Milinkevich ( Bielorrússia)
- 2007 - Salih Mahmoud Osman ( Sudão)
- 2008 - Hu Jia ( China)
- 2009 - Associação Memorial ( Rússia)
- 2010 - Guillermo Fariñas ( Cuba)
- 2011 - Mohamed Bouazizi ( Tunísia), Asmaa Mahfouz ( Egito), Ahmed al-Senussi ( Líbia), Razan Zeitouneh ( Síria) e Ali Farzat ( Síria)[1]
- 2012 - Jafar Panahi ( Irão) e Nasrin Sotoudeh ( Irão)[2]
- 2013 - Malala Yousafzai ( Paquistão)[3]
- 2014 - Denis Mukwege ( República Democrática do Congo)[4]
- 2015 - Raif Badawi  Arábia Saudita[5]
- 2016 - Nadia Murad e Lamiya Aji Bashar  Iraque[6]
- 2017 - Oposição democrática na Venezuela, ( Venezuela)[7]
- 2018 - Oleg Sentsov ( Ucrânia)[8]
- 2019 - Ilham Tohti ( China)[9]
- 2020 - Oposição Democrática da Bioelorrúsia ( Bielorrússia)[10]
- 2021 - Alexei Navalny ( Rússia)[11]
- 2022 - Povo ucraniano ( Ucrânia)[12]
- 2023 - Mahsa Amini e movimento Mulher, Vida, Liberdade ( Irão)[13]
- 2024 – Edmundo González Urrutia ( Venezuela)